# Grupa Kapitałowa Immobile
Grupa Kapitałowa Immobile S.A. (dawniej Makrum) – polskie przedsiębiorstwo z siedzibą w Bydgoszczy, działające w branży elektromaszynowej, automatyce i elektroenergetyce, hotelarstwie, inwestycji budowlanych, budownictwie przemysłowym oraz najmie nieruchomości. Od 2007 spółka notowana jest na Giełdzie Papierów Wartościowych w Warszawie.

## Charakterystyka
Grupa Kapitałowa Immobile ma w swoim portfolio spółki z sześciu odrębnych sektorów rynku:
- Makrum – lider segmentu przemysłowego GKI. Obszary działalności to systemy przeładunkowe (produkcja i dystrybucja za pośrednictwem spółki-matki oraz spółek zależnych: PROMStahl Sp. z o.o., PROMStahl GmbH oraz PROMStahl Ltd.), parkingi automatyczne Modulo, wózki widłowe i wyposażenie magazynów PROMLift, maszyny krusząco-mielące oraz stolarka i fasady aluminiowe. Projekty z zakresu budownictwa przemysłowego realizuje spółka Projprzem Budownictwo z oddziałami w Poznaniu, Wrocławiu i Bydgoszczy. Najmłodsza marka w Grupie – Promlift, oferuje produkty z obszaru wyposażenia magazynów. Od 1999 roku spółka PJP Makrum jest notowana na Giełdzie Papierów Wartościowych w Warszawie[2].
- Projprzem Budownictwo – projekty z zakresu budownictwa przemysłowego, spółka posiada oddziały w Poznaniu, Wrocławiu, Warszawie i Bydgoszczy[3].
- CDI KB – spółka z ponad 10-letnim doświadczeniem na rynku przygotowania i zarządzania inwestycjami oraz w branży deweloperskiej i budowlanej. Wybrane inwestycje: biurowiec Immobile K3 przy placu Kościeleckich w Bydgoszczy (7 kondygnacji, 8,8 tysiąca metrów powierzchni biurowych i handlowych w biurowcu klasy A, wartość inwestycji 67 milionów złotych[4]), Platanowy Park – wielofunkcyjne osiedle na powierzchni około 10 ha, Osiedle Uniwersyteckie (kompleks 15 budynków w Fordonie), Osiedle Rabatki[5].
- Focus Hotels – jedna z największych polskich sieci hotelowych z 16 obiektami[6] trzy (Focus Hotel) i czterogwiazdkowymi (Focus Hotel Premium) w takich miastach, jak: Bydgoszcz, Chorzów, Elbląg, Gdańsk, Kraków, Inowrocław, Lublin, Łódź, Sopot, Szczecin, Warszawa[7].
- Atrem – spółka z rynku automatyki i elektroenergetyki. Wśród projektów zrealizowanych przez spółkę znajdują się m.in. kontrakty dla Energa – Operator oraz Enea Operator, Poczty Polskiej oraz zlecenia dla spółek Grupy Kapitałowej PGNiG czy GAZ-SYSTEM i innych dużych przedsiębiorstw. Atrem S.A. jest notowany na Giełdzie Papierów Wartościowych w Warszawie od 2008 roku[potrzebny przypis]

W latach 2021–2025 Grupa prowadziła segment modowy. Jej spółka zależna PBH S.A. była właścicielem marek modowych Quiosque, Laurella i Akardo oraz sieci 150 salonów sprzedaży w całym kraju.
Według informacji podawanych przez spółkę, głównymi akcjonariuszami są: prezes Rafał Jerzy – osobiście oraz poprzez Fundację Rodziny Jerzych Gros (14,29%) i Nationale-Nederlanden Towarzystwo Emerytalne S.A. (5,94%). Pozostali posiadają około 18% akcji. Członkowie zarządu: prezes Rafał Jerzy, Piotr Fortuna, Mikołaj Jerzy, Paweł Mirski.
Grupa Kapitałowa Immobile nie prowadzi działalności operacyjnej. Działalność operacyjna jest prowadzona i rozwijana w spółkach zależnych.
Spółka jest jedynym konglomeratem notowanym na GPW.

## Historia
Korzenie Grupy Kapitałowej Immobile sięgają roku 1868, gdy Hermann Löhnert zaczął remontować maszyny rolnicze. Przez następne półtora wieku, pod nazwą Pomorskie Zakłady Budowy Maszyn, a od 1957 – Pomorskie Zakłady Budowy Maszyn „Makrum”. Przełomem okazał się być jednak rok 2001, gdy głównym udziałowcem Makrum został Rafał Jerzy. Dzięki niemu spółka zaczęła dynamicznie działać w branży off shore oraz marine, a w 2007 roku zadebiutowała na warszawskiej Giełdzie Papierów Wartościowych. Na początku 2008 roku zrealizowano główny cel emisyjny: nastąpiło przejęcie szczecińskiej Stoczni Pomerania. W 2009 nastąpiło przejęcie Heilbronn Pressen (producenta pras przemysłowych) – co zapoczątkowało proces tworzenia Grupy Kapitałowej Makrum.
W 2012 r. Makrum przejęła spółkę Immobile, w 2013 rozpoczynając proces połączenia obu spółek, zakończony w 2014 zmianą nazwy na Grupa Kapitałowa Immobile.
W 2013 r. powstał oddział Makrum Opencast Mining w Koninie, zajmujący się górnictwem odkrywkowym.